# Wenderson da Silva Soares
Wenderson da Silva Soares, född 19 maj 1992 i Cajapió, mer känd som Maranhão, är en brasiliansk fotbollsspelare som spelar som anfallare för Cruzeiro.